# T-60
Il T-60 è stato un carro armato leggero da esplorazione e supporto per la fanteria sovietico impiegato largamente nella seconda guerra mondiale.

## Tecnica
Il carro leggero anfibio T-40 fu l'ultimo di una serie, che ebbe peraltro scarso successo. Venne prodotto in appena 225 esemplari in quanto non erano così convincenti i risultati che con tale veicolo si sarebbero potuti ottenere. I principali dubbi originavano dall'armamento e della corazza protettiva, entrambi sacrificati alla leggerezza necessaria per operazioni anfibie.
Così ne venne studiata una versione non anfibia, la T-40S, con corazza più pesante e altre migliorie, tra cui la maggiore semplicità. La corazza era leggera, esso aveva un motore e altre parti meccaniche provenienti dalla linea di produzione di autocarri leggeri, e una corazza di 15-35 mm con 20 mm nello scafo anteriore, inclusa la casamatta del pilota, che era l'unico presente nello scafo.
La torretta, sempre monoposto, era armata con un cannone aeronautico ShVAK e una mitragliatrice DT da 7,62 mm. La corazza della torretta era in genere di 15 mm, che dovrebbe essere anche lo spessore dei lati. Le piastre erano verticali invece che ben inclinate, come invece tutte le altre superfici.
Quanto al motore era sistemato posteriormente sulla destra, cosa che obbligava a sistemare a sinistra la torretta. In posizione centrale nello scafo le quattro ruote per lato, di grosso diametro, ed i cingoli molto stretti e semplici.

## Servizio
Con l'operazione Barbarossa questo veicolo, battezzato T-60, venne messo precipitosamente in produzione di massa, per ottenere un numero elevato di mezzi, presso fabbriche normalmente utilizzate per l'industria automobilistica.
Furono introdotti miglioramenti che non riuscivano a compensare la leggerezza del mezzo blindato e del suo armamento, ma anche così il T-60 poteva essere utilizzato almeno per il supporto fanteria e la ricognizione, visto che non aveva una reale capacità di lotta anticarro. Il modello migliorato comparirà nel 1942 con la designazione di T-60A, con corazzatura maggiorata e ruote solide anziché forate.
Oltre 6.000 i carri prodotti, prima che esso venisse tolto dalla linea produttiva, come anche dalla prima linea. Verrà in seguito utilizzato come trattore d'artiglieria e lanciarazzi multiplo "Katjuša", con rotaie da 82 mm sopra la torretta.